# Metafisica aristotelica
Per metafisica aristotelica (metafisica, dal greco: Μετά τα φυσικά - metà ta physikà, «dopo i libri di Fisica», ma anche «al di là delle cose fisiche») si intende una serie di trattati scritti da Aristotele (IV secolo a.C.) e raccolti successivamente sotto questo titolo.

## Descrizione

### Origine del concetto e del termine "Metafisica"
Il filosofo greco Aristotele scrisse una serie di opere intitolate collettivamente Fisica. In un'edizione antica delle sue opere (probabilmente quella edita dal peripatetico Andronico di Rodi o da Eudemo di Rodi nel I secolo a.C.) una seconda serie di opere fu posizionata subito dopo quelle riguardanti la fisica.  Quindi i primi studiosi di Aristotele iniziarono a riferirsi a questi libri con l'espressione: τὰ μετὰ τὰ φυσικά, "ta meta ta physika", che significa "Ciò che segue dopo la fisica." I posteri assegnarono alla parola "meta" due significati: 'dopo' e 'sopra'. Nel primo caso, il termine "meta-fisica" indica quella scienza che si occupa di realtà dopo quelle fisiche nel senso della conoscenza. Infatti prima l'uomo conosce le realtà che gli stanno attorno (quelle fisiche), e successivamente si occupa di quelle più distanti da lui. Aristotele chiama questa scienza principalmente "filosofia prima" perché considera le cause prime della realtà e perché offre la giustificazione o la difesa dei primi principi di conoscenza, necessari ad ogni altra scienza. 
Per questo Aristotele dichiara che la filosofia prima è la "scienza dell'ente in quanto ente", in quanto non si riferisce a nessun oggetto particolare (come le altre scienze particolari), ma alla realtà tutta intera. Alla fine della Fisica, infatti, Aristotele aveva dimostrato l'esistenza di sostanze immateriali come unica spiegazione possibile al moto visibile empiricamente. La metafisica, quindi, studiando tutta la realtà, cerca i principi (proprietà e cause) di tutte le sostanze (materiali e immateriali). Allora, a differenza della fisica, studierà anche le realtà "oltre la fisica", come unica scienza ad avere il compito di indagare sulla realtà trascendente. Intendendo 'meta' come 'oltre', si può dire che la metafisica si occupa di realtà collocate 'al di sopra' di quelle fisiche. La metafisica è quindi la scienza che studia le realtà trascendenti. Questi due significati non sono affatto inconciliabili tra loro come potrebbe sembrare: la 'Metafisica' si colloca 'dopo' la fisica in quanto il suo oggetto è collocato 'oltre' la realtà fisica.

### Ontologia
La scienza di cui si tratta nell'opera pervenuta con il titolo di Metafisica era denominata da Aristotele come "filosofia prima" e definita dallo stesso filosofo come "scienza dell'Essere in quanto Essere". L'espressione in quanto vuol dire riguardo all'aspetto di. Quindi, l'ontologia è la scienza che studia l'essere in quanto tale e non ha per oggetto uno studio dell'ente in particolare, ma gli aspetti fondamentali e comuni a tutta la realtà. Quindi se la matematica studia l'essere in quanto quantità e la fisica studia l'essere come movimento, solo la metafisica studia l'essere in quanto tale.
La scienza (σοφὶα pr. "sofìa") è per Aristotele l'individuazione delle cause e dei principi; in relazione all'ente (=una qualsiasi cosa “che è”), le cause prime possono essere di 4 tipi:
- Formale: la forma della cosa (lo stato di essere della cosa)
- Materiale o Sostrato: la materia di cui la cosa è fatta (la materia di cui la cosa è costituita)
- Motrice o Efficiente: ciò che provoca il divenire (ciò che produce il cambiamento dello stato della cosa)
- Finale: lo scopo a cui tende la cosa (il punto finale verso cui la cosa è destinata)

La metafisica in quanto scienza dell'essere in quanto essere (vd sopra) cercherà quindi le cause ed i principi dell'ente (= di ciò che è); ecco perché la metafisica di Aristotele fonda la più importante delle discipline filosofiche (l'ontologia = discorso sull'ente).
Prima di procedere è importante sottolineare alcuni aspetti metodologici. Il primo metodo è quello di procedere da ciò che è meglio conosciuto verso ciò che è meno conosciuto (Aristotele usa l'espressione “primo per noi” per indicare ciò che è conosciuto innanzitutto e per lo più, e “primo per natura” per indicare la conoscenza autentica delle cose).
Il secondo metodo è quello di enumerare tutti i possibili aspetti ed opinioni, relativi all'oggetto della discussione (anche per riprendere e criticare, o ammettere, le teorie dei filosofi precedenti), al fine di escludere quelli errati e soprattutto valutare quale meriti l'appellativo di “autentica conoscenza” (metodo diaporetico).
Con particolare riguardo all'ente (oggetto dell'ontologia) Aristotele ne sottolinea la fondamentale multivocità: l'essere si dice in molti modi.
Compito capitale della metafisica è definire esattamente i modi per “dire” l'essere e determinare fra essi il senso fondamentale. Chiamiamo sostanza il modo fondamentale dell'essere. Per definire la sostanza è bene seguire il metodo aristotelico, vale a dire partire da ciò che è noto per noi a ciò che è noto per natura (cfr le metodologie sopra riportate), stabilire i molti modi in cui si può intendere l'essere e determinare quello fondamentale. La metafisica ha così due nuove esigenze: enumerare e definire i vari sensi dell'essere (la sua multivocità) e stabilire il principio in base a cui trovare il modo fondamentale.
Tale principio non sarà solo un “metodo” (per questo non è stato riportato sopra) ma sarà il principio in senso logico (nel senso che fonda tutti gli altri ragionamenti) e ontologico (nel senso che rappresenta anche l'autentica “legge dell'essere). Si tratta del principio di non contraddizione, altro pilastro della metafisica e della filosofia in generale; il principio di non contraddizione (PNC) è enunciato nel quarto libro della metafisica e recita: “è impossibile che la stessa cosa, allo stesso tempo, appartenga e non appartenga ad un medesimo ente, secondo lo stesso rispetto”.
L'importanza del PNC è dovuta al fatto che è il più certo e conoscibile fra tutti i principi, e che fonda tutti gli altri mentre non è fondato a sua volta: esso infatti gode dell'incontrovertibilità e allo stesso tempo non è dimostrabile (altrimenti non sarebbe il principio “primo”, tale appellativo sarebbe in caso contrario riservato al principio in base a cui il PNC stesso venisse dimostrato); l'analisi di tale incontrovertibilità e autofondazione esige una trattazione separata, qui basti segnalarne la valenza di "regola del pensare" per cui è impossibile affermare e negare la stessa cosa nello stesso tempo (es. è possibile dire che "un oggetto è verde E rosso", è impossibile dire che "Socrate è E non è un uomo", etc..).
Tra i compiti della filosofia prima c'è anche quello di studiare i principi che si applicano a tutta quanta la realtà e che sono presupposti da tutte le scienze, come il Principio di non-contraddizione o il principio del terzo escluso.
La seconda esigenza è quella di descrivere i possibili modi in cui si dice l'essere. Oltre ai quattro tipi di cause sopra indicate Aristotele elenca le seguenti modalità dell'essere:
- l'essere come categoria
- l'essere come accidente
- l'essere come potenza e atto
- l'essere come vero.

Con 'categorie' egli intende gli aspetti fondamentali secondo cui una cosa può essere detta:
- sostanza
- quantità
- qualità
- relazione
- agire
- subire
- luogo
- tempo
- avere
- giacere.

### Sostanza ed Essenza
Uno dei concetti che viene spesso trascurato nella comprensione e, dunque, acquisito solo mnemonicamente è l'espressione "la sostanza in Aristotele è sinolo di materia e forma, essenza dell'essere ed essere dell'essenza". Per chiarire il senso di questa equivalenza sarà sufficiente far riferimento ad un banale esempio, che potrà far sorridere gli "accademici" , che ricorrono a ben altre argomentazioni, ma che la pratica didattica quotidiana ci ha fatto scoprire essere particolarmente efficace ai fini della definitiva acquisizione del significato di "sostanza" in Aristostele.
Immaginiamo di voler fare in casa dei liquori. Utilizzeremo l'alcol in cui metteremo in infusione le bucce del frutto dal quale vorremo ricavare il liquore. Immaginiamo di voler fare il liquore di mandarino. Dopo un periodo di infusione nell'alcol, le bucce del nostro frutto avranno completamente perso il loro sapore che verificheremo essersi "trasferito" in quello che originariamente era solo alcol. Cosa è "passato" dalla buccia al liquido? Proprio l'essenza, la parte sostanziale - termine quanto mai aristotelico - della buccia del mandarino. Ciò per cui la buccia del mandarino è buccia del mandarino e non d'altro. L'essenza dell'essere mandarino. L'essenza dell'essere, quella che Aristotele dice essere la parte fondamentale del sinolo, la forma, ciò per cui una cosa è ciò che è. L'alcol - che avrebbe potuto accogliere in sé ogni possibile essenza - rappresenta in questo nostro esempio, tutto scolastico, l'essere dell'essenza, o materia, il "supporto" che consente all'essenza dell'essere di esplicitarsi. Come l'essere dell'essenza di Aristotele, l'alcool può accogliere in sé la contraddizione: nel nostro esperimento mentale infatti avremmo potuto mettere in infusione qualunque altra essenza. 
Il liquore risulterà dunque costituito da un'essenza dell'essere,  parte costitutiva primaria della sostanza, e dall'essere dell'essenza, il supporto di cui si è detto. La sostanza sarà sinolo inscindibile di queste due parti che non possono essere separate. Immaginate infine, per comprendere definitivamente questo piccolo esempio, di avere ospiti cui intendete offrire qualcosa. Potreste mai dar loro separatamente, al posto di un ottimo bicchierino di liquore di mandarino, separatamente dell'alcol e dell'essenza di mandarino? Evidentemente no, a meno che non si tratti di ospiti sgraditi. Così la sostanza di Aristotele è unione inscindibile di essere dell'essenza (l'alcol) ed essenza dell'essere (quello che "passa" dalle bucce di mandarino nel liquido e lo rende "sostanza" liquore).

### Metafisica e teologia
L'oggetto della metafisica è l'essere in quanto essere e la teologia rappresenta il suo culmine in quanto scienza di Dio.
Già nella Fisica, uno dei modi in cui viene interpretato il divenire di ogni ente (uomo, animale, pietra, ecc. organico e non) è quello della trasformazione da un essere in potenza a un essere in atto; tale trasformazione richiede il contributo di una causa efficiente, che è il principio del movimento e che contiene già in atto ciò che si dovrà realizzare (ad esempio, quando scaldo la minestra, la minestra è calda in potenza e il fuoco che è già caldo in atto è la causa efficiente che permette il passaggio dalla potenza all'atto; di conseguenza, qualsiasi mutamento è un passaggio dalla potenza all'atto che presuppone qualcosa che sia già in atto).
È da notare che ogni causa efficiente presuppone a sua volta un'altra causa efficiente. Stimolava la riflessione dei filosofi l'osservazione di molti fenomeni naturali fatti di complesse catene causali che in più si ripetevano molte volte su piante, territori diversi, etc.: per es. il frutto che nasce dal fiore proveniente da un seme inseminato da altre piante in un ciclo che si ripete per chissà quante piante senza che per qualsiasi frutto si possa più sapere quale è la sua causa prima. Ciò inizia una catena di nessi causali che andrebbe all'infinito, nella quale ogni causa per agire avrebbe bisogno di un'altra causa a essa esterna e da essa diversa. Per evitare un regresso all'infinito, occorre postulare l'esistenza di un motore immobile (qualcosa che muova senza muoversi) e atto puro (cioè che sia eternamente in atto senza bisogno di qualcosa che determini il suo passaggio dalla potenza all'atto)  che in ogni movimento dia inizio a una serie di nessi causali. Questa causa viene identificata con Dio.
Non portarsi a questo postulato significherebbe differire all'infinito il problema cercando per una causa; la natura stessa del concetto di causa implica l'esistenza di qualcosa che muove senza essere mosso e che causa senz'essere causato da nient'altro. Lo studio di questa causa prima porta ad affermare che essa deve essere atto puro senza alcuna potenza e dunque senza materia in quanto la materia da Platone in poi è considerata una via di mezzo tra l'essere e il non-essere ovvero un poter-essere, una potenza ancora non realizzata: altrimenti tale divinità avrebbe bisogno di un'altra divinità che causi la trasformazione della sua parte di potenza abbinato, trasformazione che primo poi nel tempo almeno una volta dovrebbe avvenire e perché abbia senso parlare di potenza e dunque prima o poi richiederebbe il paradossale intervento di un'altra causa prima.
Tale essere privo di materia e di potenza atta deve vivere al di fuori dello spazio e del tempo che sono al regno della materia e dalla potenza in un'altra dimensione e dunque una divinità trascendente.
Tale divinità esiste dunque a suo modo, pur richiedendo uno studio apposito in quanto vive diversamente da tutte le altre sostanze, priva di potenza e fuori dallo spazio e dal tempo.